# Корнафель Євген Вадимович
Євге́н (Євгеній) Вади́мович Корна́фель (18 червня 1989, Очаків — 16 серпня 2014, Старобешеве) — український військовик, матрос Збройних сил України, учасник російсько-української війни.

## Життєпис
Народився 1989 року в місті Очаків (Миколаївська область). У 2006 році закінчив Очаківську загальноосвітню школу № 4, у 2011 році — Одеську національну академію.[яка?] З грудня 2013 був призваний до лав Збройних Сил України.
Виконав 17 стрибків з парашутом.
Контрактник, кулеметник взводу охорони роти 73-го морського центру спеціального призначення, військова частина А1594, Очаків.
Загинув 17 серпняв бою з терористами під Донецьком від обстрілу з БМ-21 «Град» біля Старобешевого. В тому ж бою поліг капітан другого рангу Олексій Зінченко.
Похований 19 серпня 2014 року на міському кладовищі міста Очаків.

## Родина
Вдома залишилася дружина Ганна і маленька донечка Софія (нар. 2013)

## Вшанування пам'яті та нагороди
- орденом «За мужність» III ступеня (8 вересня 2014 року, посмертно) — за особисту мужність і героїзм, виявлені у захисті державного суверенітету та територіальної цілісності України, вірність військовій присязі.
- Медаль «Матрос Кішка» від Спілки Ветеранів військово-морської розвідки (посмертно).
- 27 травня 2015 року на фасаді загальноосвітньої школи № 4, де вчився Євген Корнафель, була відкрита меморіальна дошка.
- 22 грудня 2015 року Миколаївська обласна державна адміністрація вручила дружині загиблого військовика Анні Корнафель ордер на квартиру.[6]
- Його портрет розміщений на меморіалі «Стіна пам'яті полеглих за Україну» у Києві: секція 2, ряд 8, місце 39.
- Вшановується 16 серпня на щоденному ранковому церемоніалі вшанування українських захисників, які загинули цього дня у різні роки внаслідок російської збройної агресії[7]